# Protocole d'Hébron

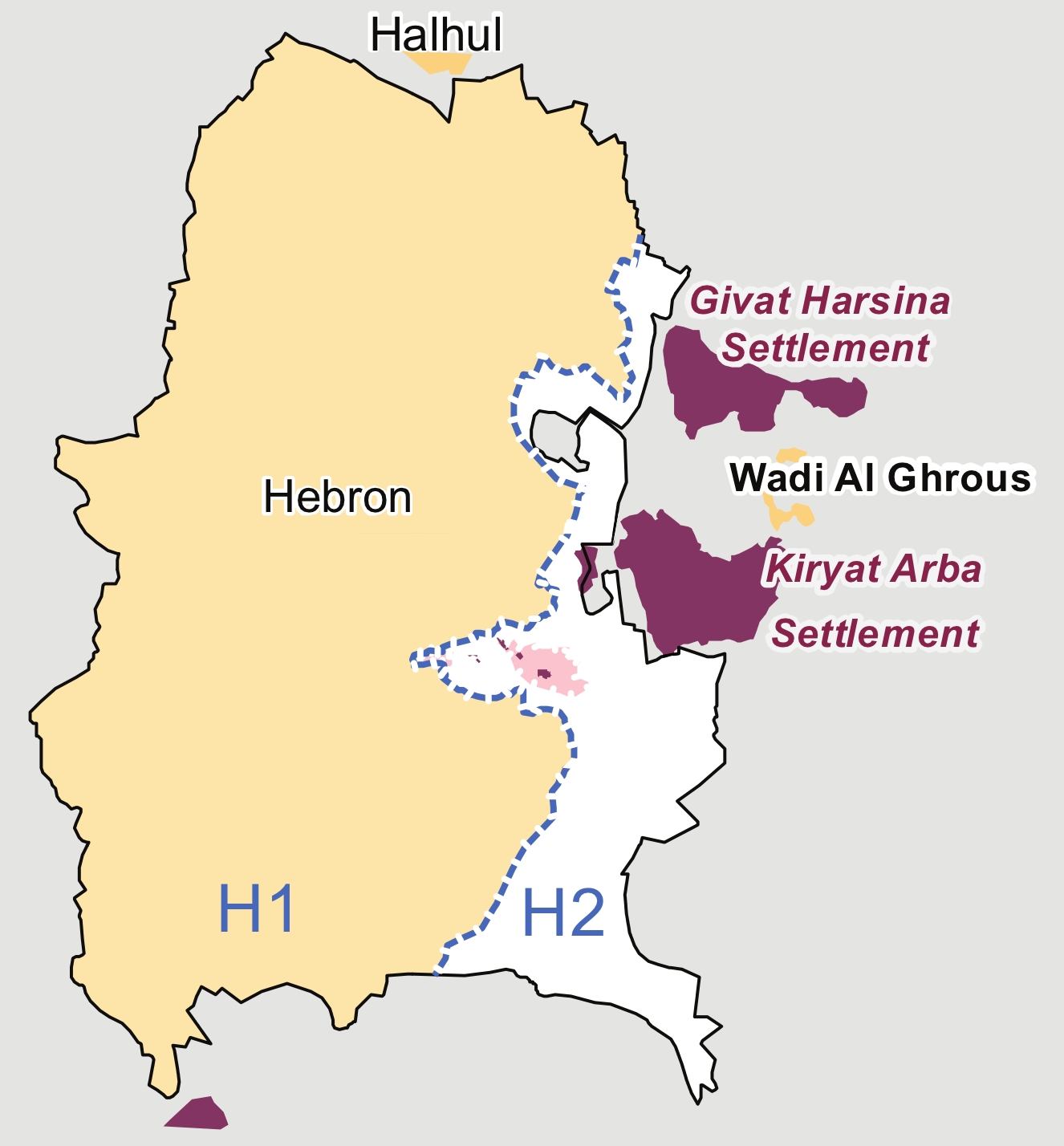
En orange la zone administrée civilement par les Palestiniens (H1), en blanc la zone sous souveraineté israélienne (H2), en rose pale la Vieille ville, et en violet les colonies israéliennes.

Le protocole d'Hébron, dont la négociation débute le 7 janvier et se conclut du 15 au 17 janvier 1997, entre Benyamin Netanyahou, Premier ministre d'Israël, Yasser Arafat, président du comité exécutif de l'Organisation de libération de la Palestine, et Warren Christopher, secrétaire d'État américain, concerne le redéploiement de Tsahal à Hébron, ville de Cisjordanie (Territoires palestiniens occupés) qui abrite alors entre 500 et 850 colons israéliens depuis la guerre des Six Jours, en accord avec l'Accord intérimaire sur la Cisjordanie et la bande de Gaza de septembre 1995.
Le protocole prévoit la partition de la ville en deux secteurs. La partie occidentale (appelé H1), alors peuplée d'environ 100 000 Palestiniens, est placée sous autorité palestinienne. Le secteur oriental (appelé H2) comprend la Vieille ville (avec le quartier historique juif, le tombeau des Patriarches) et la colonie de Kiryat Arba. Il est peuplé d'environ 30 000 Palestiniens et des 600 colons israéliens, protégés par un contingent de 2 000 militaires israéliens.
Malgré l'opposition d'Israël, 58 observateurs étrangers sont envoyés à Hébron au sein de la Présence internationale temporaire à Hébron (TIPH). Ils ont pour tâche de surveiller et de rapporter les incidents dans la ville et dans ce contexte « maintenir une vie normale dans la ville d'Hébron et en conséquence créer un sentiment de sécurité parmi les Palestiniens d'Hébron ». Les observateurs participent aussi à l'enseignement et à la distribution de biens de première nécessité au 40 000 personnes soumises au couvre-feu et qui ne peuvent plus sortir de leur maison dans la zone H2 sous souveraineté israélienne. Toutefois, n'étant pas autorisés à intervenir directement dans les incidents et n'ayant pas une fonction militaire ou de police, ils restent impuissant devant la brutalité de l'occupation israélienne. Selon le TIPH, en 2002, l'armée israélienne viole le Protocole en prenant le contrôle de la totalité de la ville.

Le 28 janvier 2019, Benyamin Netanyahou annonce qu'Israël met fin au mandat de la TIPH. Cette décision, saluée par les colons israéliens d'Hébron, est regrettée par les ministres des cinq pays concernés qui rejettent les accusations de partialité de la mission par l'État hébreu. Le Conseil de sécurité de l'ONU, réuni le 6 février 2019 pour débattre à huis clos de la décision israélienne, n'a publié aucune déclaration en raison de l'opposition des États-Unis qui ont bloqué la procédure.

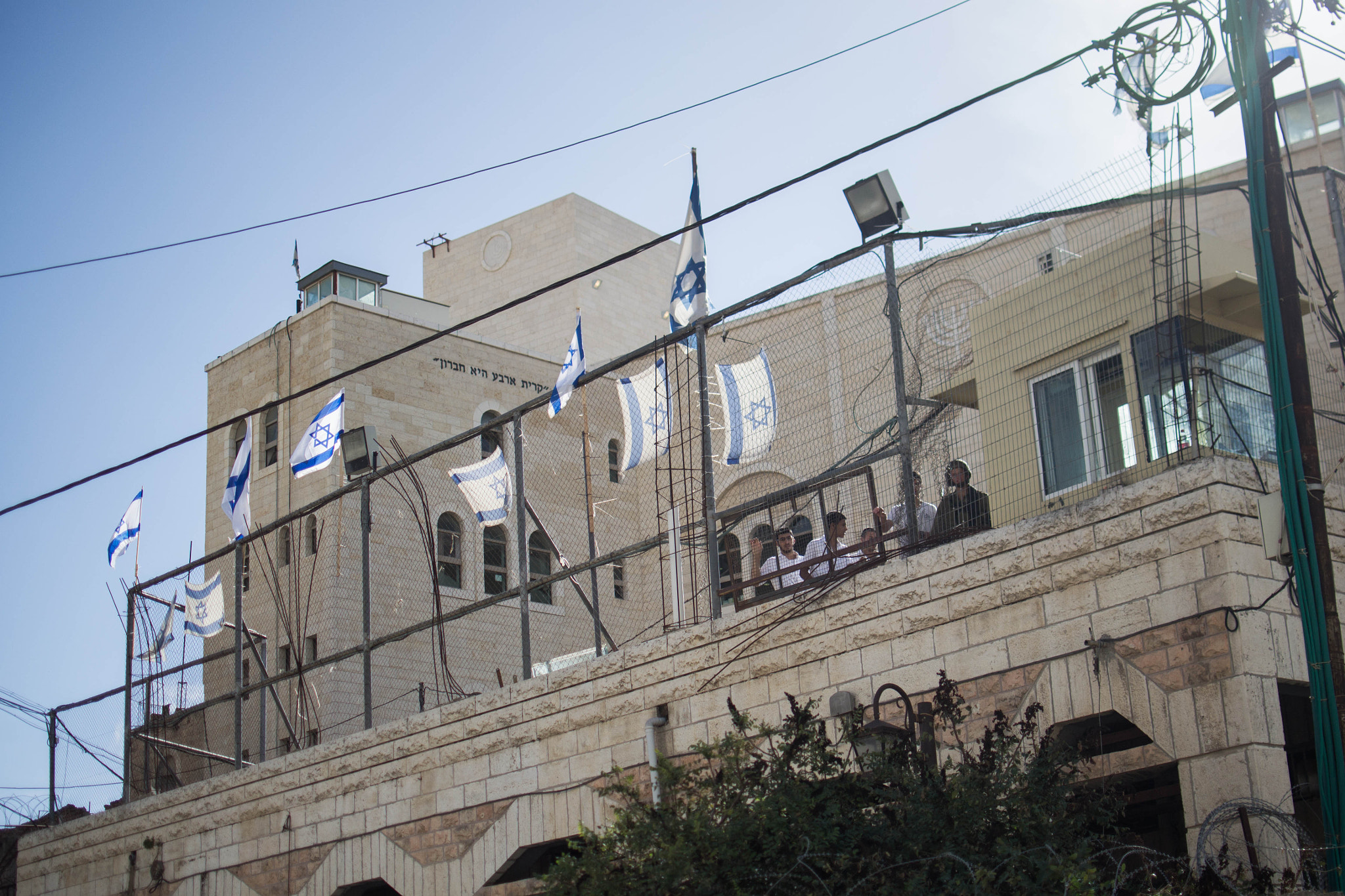
L'implantation israélienne de Beit Romano.
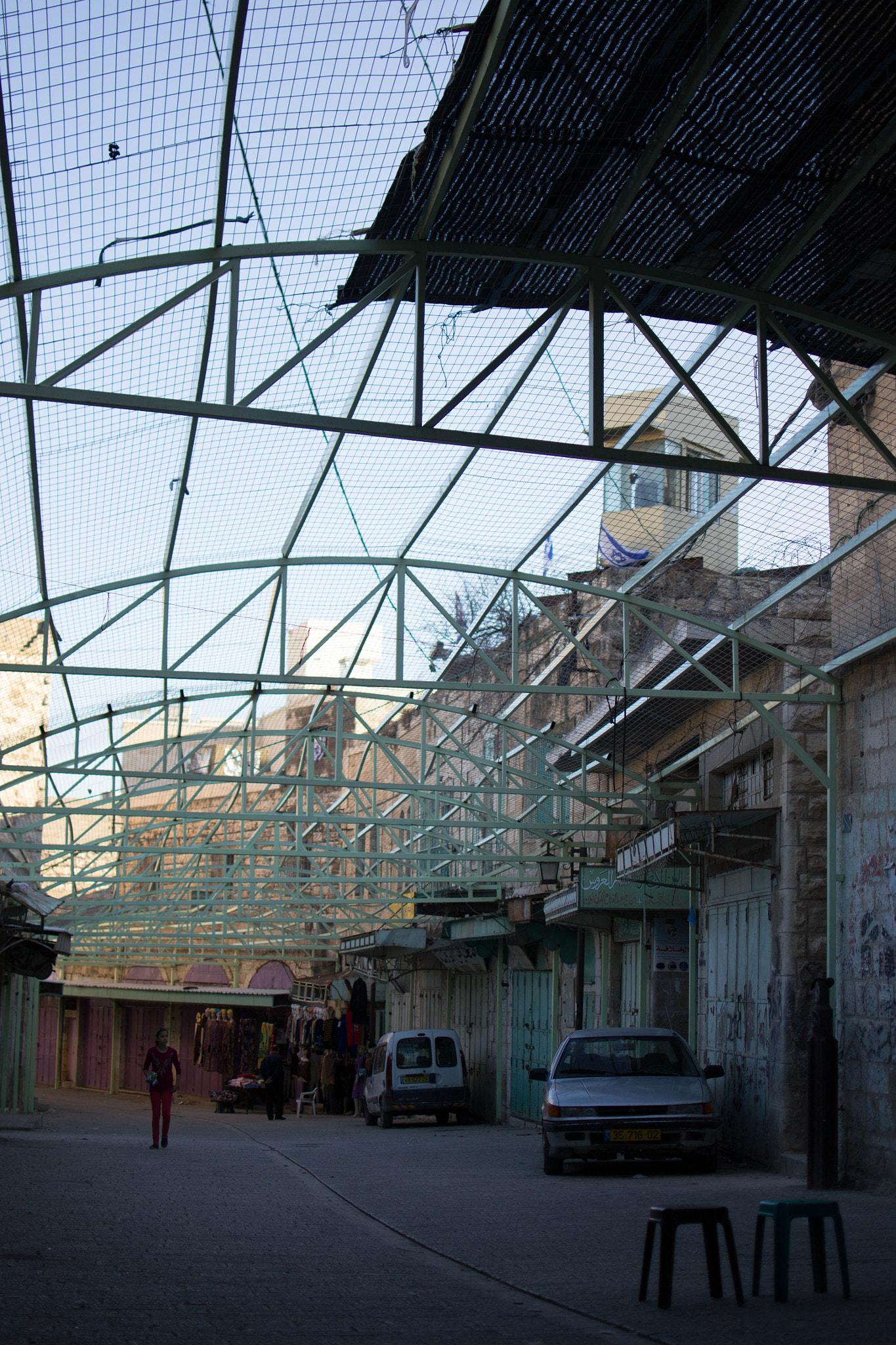
Grillage pour protéger les Palestiniens des jets d'ordures des colons israéliens.
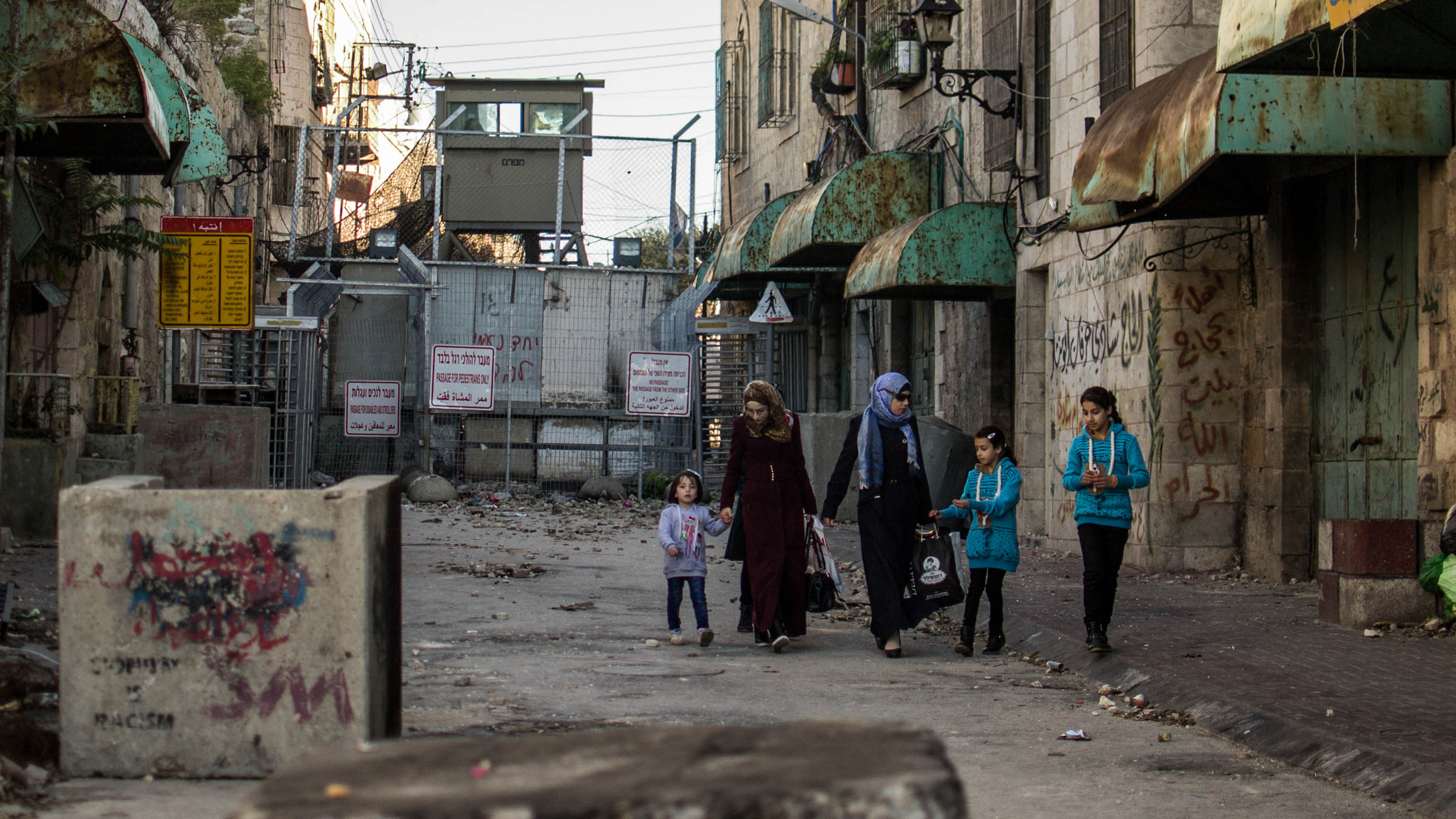
Un checkpoint israélien à Hébron en 2015. Il y a plus de 600 points de fermeture (murs, barrières) qui séparent les différents territoires[2].
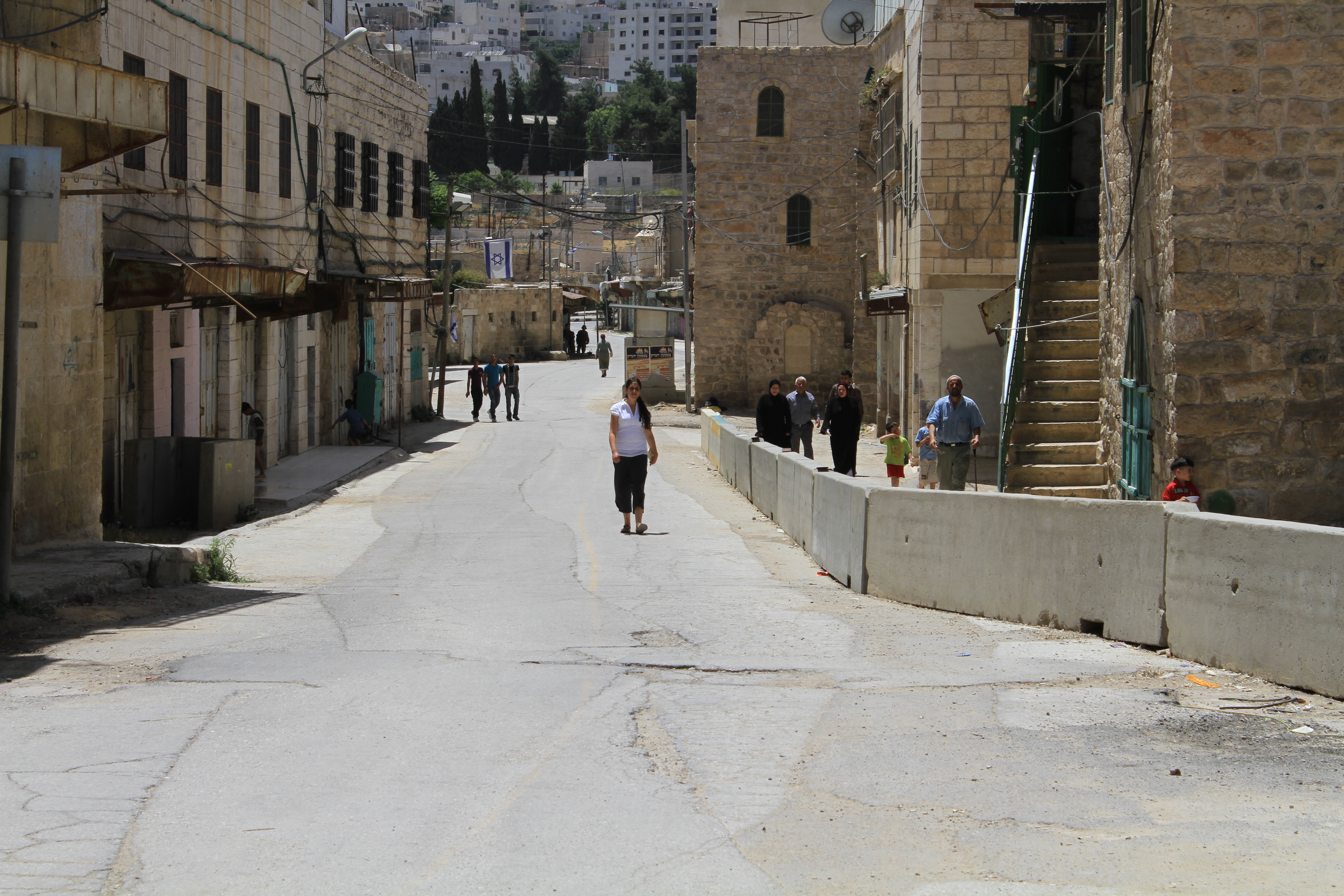
La rue Al-Shuhada, ancienne artère commerçante de la Vieille ville, aujourd'hui surnommée la « rue de l'apartheid »[8].
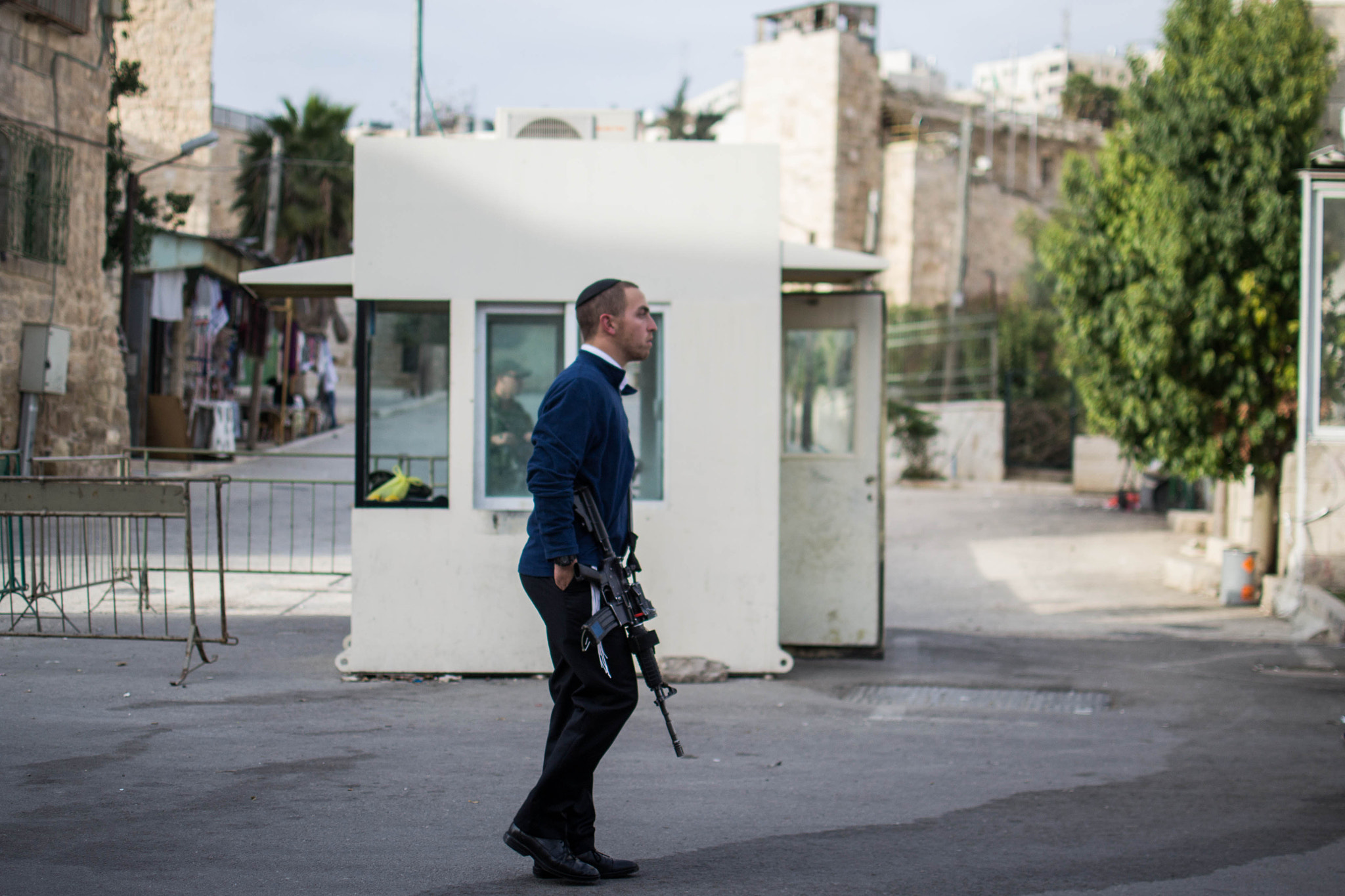
Un colon juif armé patrouillant dans la Vieille ville (2015)